# Нов български университет
Нов български университет (съкратено НБУ) е български частен университет. Основната му база е разположена в София, в няколко корпуса, като притежава и други академични бази из страната, а също и собствена университетска библиотека в София – Библиотека на НБУ. Университетът разполага със собствено издателство. В Нов български университет се обучават годишно около 10 000 студенти в над 50 бакалавърски, около 100 магистърски и 35 докторски програми, обновявани всяка година според изискванията на пазара на труда и академичните търсения на общността на НБУ.
Образователната философия на НБУ се основава на либералната идея за образование, свързващо придобиването на знания и професионалното специализиране с общото духовно развитие и етични стойности.
Мисията на Нов български университет е:
- - ориентиран към своите студенти като изгражда цялостни, независими, предприемчиви, и социално отговорни личности, чрез споделено лидерство между студенти и преподаватели;
  - иновативен и предприемчив в развитието на университетското образование, научните изследвания и творчеството чрез общо класическо, интердисциплинарно и специализирано обучение, и научни изследвания и творческа дейност в отворени международни мрежи;
  - развиващ университетската общност като разпознава, уважава и насърчава талантите и приносите на студентите, преподавателите и администрацията;
  - отворен към външната среда със своя академичен потенциал и реагиращ на социалните и икономическите промени като участва в тях със свои проекти.

Девизът на университета е Ne varietatem timeamus („Да не се боим от разнообразието“).

## История
Авторът на идеята за Нов български университет е проф. Богдан Богданов. Той е създател на университета като продължение на Дружеството за нов български университет, заедно с организационен комитет от учени, изследователи и предприемачи, като „Целта на дружеството е да проучва, разработва и прилага нови образователни подходи и програми, на основата на които да бъде създадена нова и алтернативна образователна институция, адекватна на демократичните промени в България след 1989“. Проф. Богданов е председател на Настоятелството и изпълняващ длъжността ректор на НБУ от основаването му до 1995 г.
Университетът е учреден на 18 септември 1991 година с Решение на Седмото велико народно събрание.
НБУ получава институционална акредитация от Националната агенция за оценяване и акредитация за максималния период в три поредни акредитации – през 2001 г., през 2006 г. и през 2013 г. През 2004 година университетът е акредитиран и от The Open University във Великобритания.
Нов български университет въвежда за първи път в България кредитната система; обучението по образователните степени специалист, бакалавър и магистър; дистанционното и продължаващото обучение; електронното обучение.
Личности със световна известност са почетни доктори и почетни професори на НБУ, сред които: Александър Фол, Вера Мутафчиева, Жан-Пиер Вернан, Жил Липовецки, Милчо Левиев, Ричард Рорти, Робърт Йънг, Райна Кабаиванска, лорд Ралф Дарендорф, Волфганг Изер, Томас Сибиък, Стив Форбс и др.
През 2014 г. режисьорът Атанас Киряков посвещава документалния си филм „Остров на надеждата“ на Нов български университет.

## Ректори
| №  | Име                         | Период      |
| -- | --------------------------- | ----------- |
| 1. | проф. Богдан Богданов, д.н. | 1991 – 1995 |
| 2. | проф. Иванка Апостолова     | 1995 – 2002 |
| 3. | доц. Сергей Игнатов, д.н.   | 2002 – 2009 |
| 4. | доц. Людмил Георгиев        | 2009 – 2012 |
| 5. | проф. Пламен Бочков         | 2012 – 2020 |
| 6. | проф. Пламен Дойнов, д.н.   | от 2020     |

## Университетска структура

### Учебен процес
Обучението в НБУ се организира от факултети и центрове за продължаващо обучение. Факултетите предоставят образователните степени. Те осигуряват свързването на изследователската научна дейност с нейната практическа реализация. Центровете за продължаващо обучение предоставят система от академични лекции, курсове, учебни програми и майсторски класове и осигуряват обучение за учащи от различни възрасти и професии. Основните учебни звена са следните:
- Факултет за базово образование
- Бакалавърски факултет
- Магистърски факултет
- Факултет за дистанционно, електронно и надграждащо обучение
- Училище за професионално и продължаващо обучение

### Изследвания и творческа дейност
Изследователската и творческата дейност се организират от департаментите и изследователските центрове. Департаментите обединяват преподаватели и изследователи от едно научно направление и свързват НБУ с извънуниверситетски дейности, организации и др. Те работят по национални и международни проекти, предлагат нови учебни програми и се грижат за тяхното развитие, привличат нови преподаватели и следят за качеството на обучението.
Департаменти
- Администрация и управление
- Антропология
- Археология
- Архитектура
- Дизайн
- Здравеопазване и социална работа
- Изящни изкуства
- Икономика
- Информатика
- История
- Кино, реклама и шоубизнес
- Когнитивна наука и психология
- Медии и комуникация
- Музика
- Национална и международна сигурност
- Нова българистика
- Политически науки
- Право
- Природни науки
- Средиземноморски и Източни изследвания
- Театър
- Телекомуникации
- Философия и социология
- Чужди езици и култури

Центрове
- Български институт по египтология
- Изследователски център за компютърна и приложна лингвистика
- Изследователски център по когнитивна наука
- Институт за съвременни физически изследвания
- Център Български институт за отношения между хората
- Югоизточноевропейски център за семиотични изследвания

## Програми

### Бакалавърски
Всички бакалавърски програми на Нов български университет се обявяват в електронния каталог на университета.
- Администрация и управление
- Англицистика
- Анимационно кино
- Антропология
- Арабистика
- Биология – обща и приложна
- Българистика
- Българска културна история и музеи
- Връзки с обществеността
- Германистика
- Гражданска и корпоративна сигурност
- Графичен дизайн
- Египтология
- Екология и опазване на околната среда
- Журналистика
- Изкуствознание и артмениджмънт
- Интериорен дизайн
- Информатика
- Информационни технологии
- Испанистика
- История и археология
- Италианистика
- Кино и телевизия
- Класически езици, антична култура и литература
- Логопедия
- Маркетинг
- Международна политика ((fr))
- Мениджмънт на хотелиерството и ресторантьорството
- Мода
- Мрежови технологии ((en))
- Музика
- Мултимедия и компютърна графика
- Неоелинистика
- Пластични изкуства
- Политиката и обществото ((en))
- Политически науки
- Приложни чужди езици (за администрация и управление)
- Психология
- Психология ((en))
- Реклама
- Романистика
- Русистика
- Социална работа
- Социология
- Счетоводство и одит
- Театър
- Телекомуникации
- Туризъм
- Управление на бизнеса и предприемачество
- Философия
- Финанси
- Фотография

### Магистърски
Всички магистърски програми на Нов български университет се обявяват в електронния каталог на университета.

### Докторски
Всички програми на Нов български университет се обявяват в електронния каталог на университета.

## Рейтинг
Към октомври 2014 г. изследване на испанския Висш съвет за научни изследвания поставя Нов български университет на 2078-о място в света по качество, като той изпреварва всички български университети с изключение на Софийския университет. В изданието на Рейтинговата система на висшите училища през 2014 г. НБУ е в ТОП 5 на всички направления, в които обучава студенти. През 2014 г. университетът се изкачва още веднъж и вече е в ТОП 4 на всички направления, в които обучава студенти. Това го поставя в лидерска позиция в страната, в сравнение с тясно специализирани висши училища или университети с над 100-годишна история и събирани с десетилетия библиотеки. НБУ е най-динамично развиващият се университет в България, който изгражда и нови корпуси и разкрива нови филиали и центрове.

## Алианс на реформаторските университети (ERUA)
Нов български университет е член на международния университетски консорциум „Алианс на реформаторските университети“ – ERUA (European Reform University Alliance) заедно с още четири млади европейски реформаторски висши училища – Университета Париж-VIII Сен-Дени (Франция), Университета Констанц (Германия), Университета Роскилде (Дания) и Егейския университет (Гърция). Петте университета са известни с програмите си в областта на социалните науки.
Инициативата „Европейски университети“, част от която е ERUA, е подкрепена от Европейската комисия и предвижда обединяване на висшите учебни заведения в Европейския съюз.

## Библиотека на НБУ
Библиотеката на Нов български университет е създадена през 1995 г. Тя разполага със съвременни технологични съоръжения и достъп до 26 световни електронни бази данни.
Удостоена е с национална награда „Христо Г. Данов“ в категория „Библиотеки и библиотечно дело“ (2007).

## Университетски театър
Университетът има собствен театър, наречен „Университетски театър на НБУ“, по-рано известен като „Театър на голия охлюв“. Създаден е през 2000 г. като самостоятелна структурна единица в рамките на Нов български университет.
Театърът има за цел да представя разработки на преподаватели и студенти от Нов български университет, както и да създава творчески партньорства в национален и международен контекст.
Театърът разработва следните направления:
- Научноизследователски проекти;
- Собствени продукции и копродукции;
- Представяне на учебни продукти в публични пространства;
- Тренингови и семинарни сесии в областта на съвременните театрални теории и практики.

Носител на различни национални и международни награди за професионално и студентско творчество.
През февруари 2010 г. официално е открита Университетската театрална база, която приютява странстващата практика на Театъра на голия охлюв. Залата е полифункционална, с възможности за представяне на театрални спектакли, кинопрожекции, концерти, лекции, дебати и т.н. Капацитетът ѝ е 120 места, разположени амфитеатрално. Осветителната, аудио- и мултимедийната система имат възможност да се преконфигурират – в зависимост от разположението на публиката и от игралното пространство. Аудиосистемата е снабдена с Dolby surround, което позволява прожектирането на филми с качествен звук. В залата е изградена високотехнологична климатична инсталация, прокаран е жичен и безжичен интернет.

## Галерия УниАрт
Галерия УниАрт на Нов български университет е открита на 19 май 2012 г. в Нощта на музеите в София. По-голямата част от изложените експонати са дарение от семейството на Божидар Данев, изпълнителен председател на Българската стопанска камара и член на Настоятелството на НБУ.

## Радио-телевизионен център
Университетът разполага със собствен Радио-телевизионен център, който се администрира от Бакалавърския факултет. Центърът е открит на 1 октомври 2020 г. Звеното работи активно и по външни проекти.

## Спортна база на НБУ
Университетът разполага с игрище на открито за мини футбол с изградени спортни съоръжения за волейбол, бадминтон и хандбал. Настилката му е от изкуствена трева Edel grass. Има осветление.

## Академични цветове
Академичните цветове на НБУ са тъмносиньо и златно.